# پرت اند ویتنی اف۱۱۹
پرت اند ویتنی اف۱۱۹ (به انگلیسی: Pratt & Whitney F119) یک موتور هواپیمای ساختِ پرت اند ویتنی است.این موتور در جنگنده آمریکایی اف-۲۲ استفاده می شود.